# Paduvere
Paduvere är en by (estniska: küla) i Jõgeva kommun i landskapet Jõgevamaa i östra Estland. Byn ligger vid bäcken Paduvere oja, nära Riksväg 39, cirka 10 kilometer norr om staden Jõgeva.
I kyrkligt hänseende hör byn till Laiuse församling inom den Estniska evangelisk-lutherska kyrkan.